# Fennek
Fenneken eller ørkenræven (Vulpes zerda eller Fennecus zerda) er et dyr i hundefamilien. Den når en længde på blot 24-60 cm med en hale på 18-31 cm og vejer 1-1,5 kg. Den er dermed den mindste ræveart.

## Levested
Som det fremgår af navnet ørkenræv, lever denne ræveart i ørken, nærmere bestemt i Nordafrikas ørken, samt den arabiske ørken. Eksemplar er set så langt som ud til Kuwait. 
Hver af poterne på fenneken er dækket med lange og bløde hår, så den er beskyttet mod det meget varme sand i dagtimerne. Samtidig hjælper det fenneken til at gå og stå fast i det løse sand. 

## Føde
Dens primære føde er græshopper og vandregræshopper, men den spiser også andre insekter, gnavere, fugle, firben og rødder. Den fanger sin føde ved hjælp af dens gode hørelse og dræber det med et bid i halsen.
Den er også utroligt svær at se i ørkenen, begrund af (den sandfarvede) pels.

## Ynglebiologi
Fenneken parrer sig i januar-februar, hvor så hunnerne føder ungerne i marts-april. Sædvanligvis bliver der født 2-4 hvalpe hvert år.
Der er set fenneker på helt op til 13 år.